# Sergio Tacchini
Sergio Tacchini (Novara, 2 settembre 1938) è uno stilista, imprenditore ed ex tennista italiano.
È stato cinque volte campione italiano di doppio: tre volte in coppia con Giordano Maioli (1966, 1970 e 1971) e due volte con Nicola Pietrangeli. Nel 1960 ha raggiunto la finale di Coppa Davis con la nazionale italiana. Nel 1966 ha fondato l'azienda che riporta il suo nome e cognome, poi venduta nel 2007.

## Biografia

### Carriera agonistica
Inizia a praticare il tennis nel 1955, all'età di 17 anni. Quattro anni dopo, vince il Trofeo Bonfiglio, cioè i Campionati Internazionali d'Italia juniores. Esordisce nel 1959 in Coppa Davis, competizione alla quale partecipa anche nel 1960, anno in cui l'Italia giunge in finale. In entrambi i casi è schierato nella finale della zona europea, a risultato acquisito. Compare nuovamente nel 1964, al primo turno contro l'Egitto, dove è fondamentale per la vittoria 4-1 dell'Italia, vincendo entrambi i singolari e il doppio, in coppia con Pietrangeli. Differentemente, in semifinale con la Svezia, perde in singolare sia con Lundquist, sia con Schmidt e l'Italia è eliminata per 3-1.
Con l'avvento di Vasco Valerio alla guida della squadra nazionale, Tacchini non gode della fiducia del nuovo capitano non giocatore che non lo considera completamente maturo per la Davis. Tacchini, alla vigilia del primo turno della competizione del 1965, è protagonista di un litigio con un avversario al Torneo di Napoli. Valerio lo squalifica e gli inibisce di partecipare ai primi due incontri di Davis. Nei quarti di finale, contro la Cecoslovacchia, il capitano schiera Tacchini soltanto in doppio con Pietrangeli, al posto di Maioli, mentre in singolare gli preferisce Merlo. La scelta si rivela un fallimento. Nonostante i due punti conquistati da Pietrangeli in singolare, il doppio Pietrangeli-Tacchini è sconfitto. Infine, Merlo non riesce a conquistare il terzo punto contro il modesto ma più fresco Holeček. L’Italia è così eliminata dalla Cecoslovacchia per 3-2 . In compenso, Merlo lo batte in finale ai Campionati assoluti.
L'anno dopo Tacchini è finalmente considerato titolare nel singolare e si aggiudica entrambi i match contro la Russia. Nella semifinale contro il Sudafrica compie l'impresa di battere Cliff Drysdale. Non gli riesce, però, nella giornata finale, di conquistare il punto decisivo contro il più debole Diepraam e l'Italia è nuovamente eliminata. In totale, Tacchini vanta cinque vittorie e otto sconfitte, nel singolare di Coppa Davis, mentre, nel doppio, in coppia con Pietrangeli, ha ottenuto una vittoria e una sconfitta.
Ai Campionati italiani assoluti di tennis giunge in finale nel torneo di singolare nel 1960 ma perde da Beppe Merlo in tre set, dopo aver battuto Pietrangeli in semifinale. Identici risultati (vittoria in semifinale con Pietrangeli e sconfitta in finale da Merlo) ottiene nel 1963. Nel 1964 batte Merlo in semifinale ma in finale è battuto in tre set da Pietrangeli. L'anno dopo è nuovamente in semifinale contro Beppe Merlo e conduce per 3-0 al quinto set, quando l'incontro è sospeso. L'indomani giunge con oltre 15 minuti di ritardo ed è incredibilmente squalificato, perdendo la chance di giocare la sua quarta finale agli "assoluti". Nel doppio è stato invece cinque volte campione italiano: tre volte in coppia con Giordano Maioli (1966, 1970 e 1971) e due volte con Nicola Pietrangeli (1967, 1968).
Ha partecipato a tutti i tornei del Grand Slam, ottenendo come miglior risultato il terzo turno agli U.S. National Championships 1966 nel singolare e agli Internazionali di Francia 1961 nel doppio misto. Nel doppio maschile ha raggiunto il secondo turno al Torneo di Wimbledon 1963 e agli Open di Francia 1969 e 1974. Agli Australian Championships del 1961, giunse al secondo turno, superando il giocatore di casa Wayne Millen e diventò il terzo dei cinque tennisti italiani ad aver vinto almeno un incontro nelle edizioni del torneo disputate su erba, insieme a Giorgio De Stefani, Fausto Gardini, Nicola Pietrangeli e Claudio Pistolesi. Fu poi sconfitto al secondo turno dall'australiano Brian Tobin.
Agli Internazionali d'Italia è giunto ai quarti di finale nel 1964, dove ha perso dall'australiano Fred Stolle, che poi giungerà in finale. Ha vinto in singolare il Torneo di Nizza del 1964, battendo il francese Jean-Noël Grinda e il doppio del Campionato partenopeo del 1965, in coppia con Jean-Claude Barclay, battendo Merlo-Mulligan.
Si è ritirato dalla carriera tennistica, nel singolare, nel 1968 ma ha proseguito a gareggiare in doppio sino al 1974.

### Carriera imprenditoriale
(Nicola Pietrangeli)

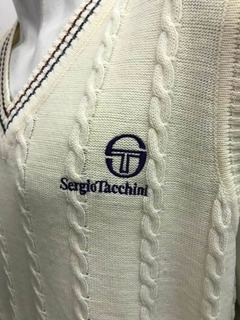
Logo Sergio Tacchini

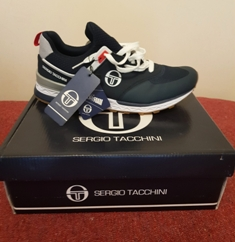
Scarpe da tennis firmate Sergio Tacchini

Sergio Tacchini, come imprenditore, è considerato un innovatore, nel mondo del tennis, perché negli anni sessanta ha dato impulso all'introduzione dei colori nell'abbigliamento tennistico, mondo sino ad allora dominato dal bianco. La sua attività imprenditoriale inizia nel 1966 con la creazione di Sandys S.p.A., che diventerà poi Sergio Tacchini S.p.A.. Il marchio nato inizialmente per il tennis estende le sue attività ad altri settori sportivi ed al tempo libero. Nel 1992 Tacchini è nominato Cavaliere del lavoro.
In seguito ad un periodo di crisi, il 4 giugno 2007 entra ufficialmente nel gruppo Tacchini H4T (Hembly for Tacchini), società cinese controllata da Billy Ngok, presidente di Hembly International Holdings, che la trasforma in brand company, e quindi "Sergio Tacchini International" nel 2013.
Il 1º dicembre 2000 Tacchini diventa presidente dell'Olimpia, società di pallacanestro di Milano, carica che mantiene fino al luglio 2002 quando cede la proprietà della squadra.

#### Giocatori di cricket sponsorizzati
- Sachin Tendulkar

#### Tennisti sponsorizzati

##### In attività
- Thomas Bosancic
- Mirza Bašić
- Barbora Strýcová
- Gilles Müller

- Igor Sijsling
- Victor Hănescu

- Martin Kližan
- Daniel Gimeno Traver
- Novak Djokovic

##### In passato
- Gabriela Sabatini
- David Nalbandian
- Pat Cash
- Steve Darcis
- Olivier Rochus
- Ivo Karlović
- Goran Ivanišević
- Flavia Pennetta

- Roberta Vinci
- Adrian Ungur
- Marius Copil
- Igor' Andreev
- Dinara Safina
- Novak Đoković
- Sergi Bruguera
- Tommy Robredo
- Ekaterina Makarova

- Juan Carlos Ferrero
- Robert Lindstedt
- Martina Hingis
- Pete Sampras
- John McEnroe
- Jimmy Connors
- Martina Navratilova
- Ilie Năstase

#### Nella Formula 1
- Ayrton Senna
- Carlos Reutemann

## Vita privata
Ha sposato Pierrette Seghers, già tennista di prima categoria e con la quale ha partecipato a diversi tornei, nella categoria del doppio misto. I due hanno una figlia, Alessandra, che in azienda si occupa dei rapporti con l'estero.

## Statistiche

### Singolare

#### Vittorie (1)
| No. | Anno | Torneo                              | Superficie  | Avversario in finale | Punteggio      |
| 1.  | 1964 | Torneo della Francia del Sud, Nizza | Terra rossa | Jean-Noël Grinda     | 6-4, 4-0, rit. |

#### Finali perse (2)
| No. | Anno | Torneo                                                    | Superficie  | Avversario in finale | Punteggio          |
| 1.  | 1961 | Torneo Internazionale di Reggio Calabria, Reggio Calabria | Terra rossa | Fausto Gardini       | 6-2, 6-1, 6-1      |
| 2.  | 1962 | Campionato partenopeo, Napoli                             | Terra rossa | Fausto Gardini       | 4-6, 6-2, 6-2, 6-1 |

### Doppio

#### Vittorie (1)
| No. | Anno | Torneo                        | Superficie  | Compagno            | Avversari in finale            | Punteggio |
| 1.  | 1965 | Campionato partenopeo, Napoli | Terra rossa | Jean-Claude Barclay | Giuseppe Merlo Martin Mulligan | 8-6, 6-1  |

#### Finali perse (4)
| No. | Anno | Torneo                                        | Superficie  | Compagno           | Avversari in finale             | Punteggio               |
| 1.  | 1963 | Torneo di Monte Carlo, Monte Carlo            | Terra rossa | Nicola Pietrangeli | Alberto Arilla José-Luis Arilla | 11-9, 6-4, 4-6, 6-4     |
| 2.  | 1963 | Campionato partenopeo, Napoli                 | Terra rossa | Eduardo Soriano    | Ken Fletcher Robert Howe        | 6-2, 5-7, 6-1, 6-4, 9-7 |
| 3.  | 1964 | Campionati Internazionali di Sicilia, Palermo | Terra rossa | Nicola Pietrangeli | Bob Hewitt Fred Stolle          | 1-6, 8-6, 4-6, 6-3, 6-2 |
| 4.  | 1964 | Campionato partenopeo, Napoli                 | Terra rossa | Nicola Pietrangeli | Bob Hewitt Fred Stolle          | 11-9, 6-3               |